# 楚萨马尔特海姆
楚萨马尔特海姆是德国巴伐利亚州的一个市镇。总面积17.92平方公里，总人口1280人，其中男性662人，女性618人（2011年12月31日），人口密度71人/平方公里。